# Борго ди Басо Фадалто (Тревизо)
Борго ди Басо Фадалто је насеље у Италији у округу Тревизо, региону Венето.
Према процени из 2011. у насељу је живело 17 становника. Насеље се налази на надморској висини од 277 м.